# Costedt

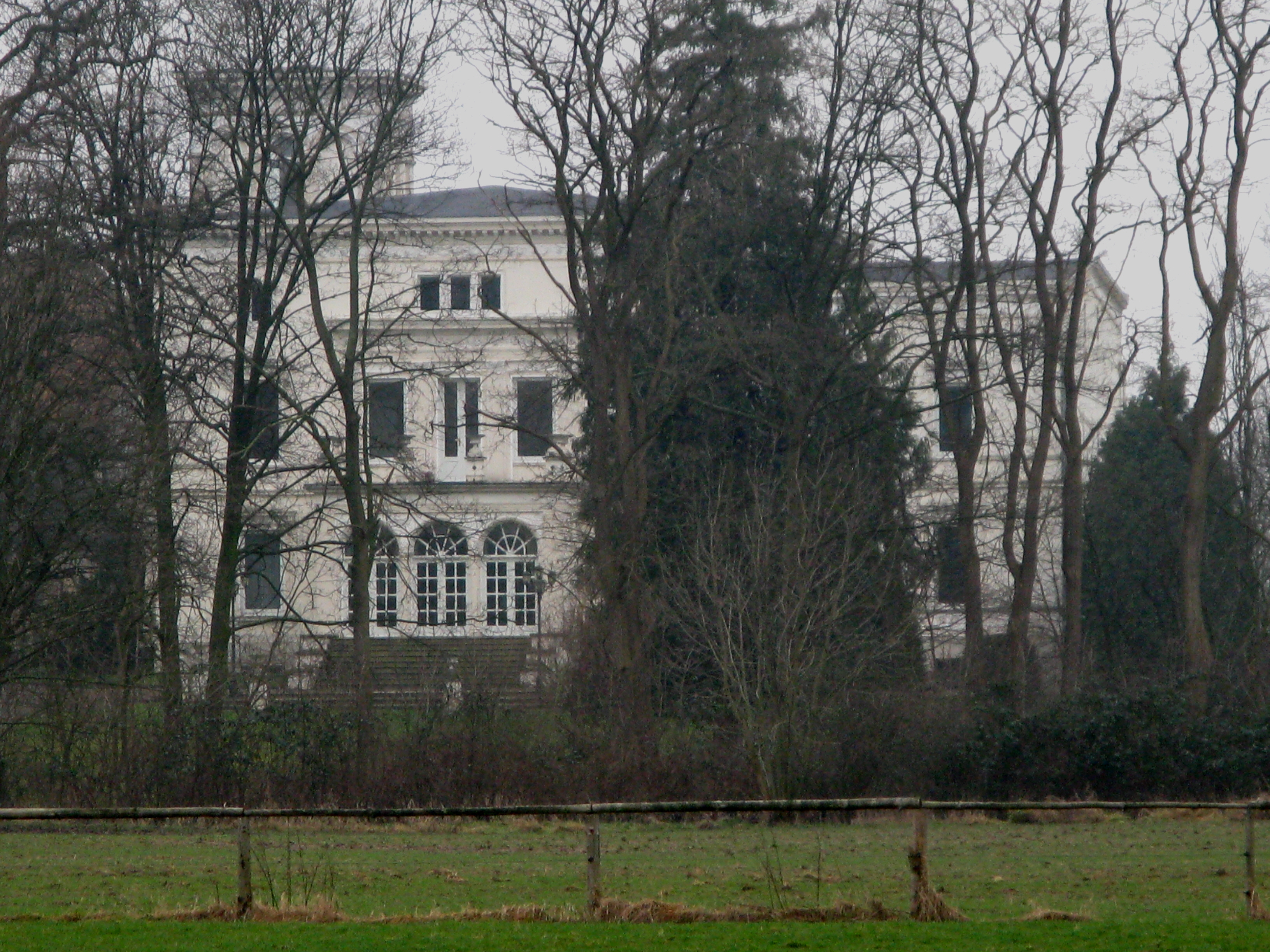
Gut Rothenhoff

Costedt (amtliche Schreibweise 1939: Kostedt) ist ein Ortsteil der Stadt Porta Westfalica im Kreis Minden-Lübbecke in Ostwestfalen.

## Geographie
Costedt liegt südlich des Wiehen- und Wesergebirges und im großen Weserbogen. Costedt ist der kleinste Stadtteil der Stadt Porta Westfalica. Im Osten grenzt Costedt an den Stadtteil Holzhausen, im Norden und Westen, getrennt durch die Weser, an die Bad Oeynhausener Stadtteile Dehme und Rehme, sowie im Süden an den Ortsteil Vennebeck.

## Geschichte
Archäologische Funde belegen eine Nutzung der Gegend ab der jungsteinzeitlich Trichterbecherkultur. Auf eine Besiedlung während der römischen Kaiserzeit weist das Gräberfeld von Costedt hin, das westlich des Ortskernes lag. 44 Gräber aus der Zeit zwischen etwa 150 und 260 n. Chr. wurden 1989 vom Westfälischen Museum für Archäologie (heute LWL-Archäologie für Westfalen) ausgegraben. Die Gesellschaft zur Förderung der Bodendenkmalpflege im Kreis Minden-Lübbecke e. V. führt seit 2018 ein Forschungsprojekt zur Lokalisierung der zum Bestattungsplatz gehörenden Siedlung durch.
Schon 1230, als der Name Costede zum ersten Mal in einer päpstlichen Urkunde erwähnt wurde, lagen die Bauernhöfe am Rande des kleinen Sporns, der sich in die Weseraue hineinschiebt. Die ehemals bischöflichen Tafelgüter wandelten sich im Laufe der Zeit zum heutigen Dorfkern einerseits und dem Rittergut Rothenhoff andererseits.
Das Rittergut ist eng mit der Militärgeschichte der letzten 400 Jahre verbunden. Beispielsweise wurde es zwischen 1945 und 1954 von den Engländern als Standort des Oberbefehlshabers der Britischen Rheinarmee genutzt. Als prominente Gäste weilten zu dieser Zeit unter anderem Prinzessin Margaret und Prinz Philip Herzog von Edinburgh, sowie Feldmarschall Bernard L. Montgomery und General Dwight D. Eisenhower auf dem Rittergut Rothenhoff.
Die Wirtschaftsgebäude und das Herrenhaus des Rittergutes stammen aus der Epoche der Bremer Kaufmannsfamilie Cäsar, die das Gut von 1822 bis 1915 besaß. Das Herrenhaus wurde als Neubau 1863 nach Plänen des königlichen Baumeisters Borring im spätklassizistischen Stil errichtet und mit einem englischen Landschaftspark ergänzt.
Vom Weserradweg aus kann man noch die alte Dorfstruktur erkennen und einen Blick auf das gepflegte Rittergut werfen.
Costedt gehörte bis zu den Napoleonischen Kriegen zur Vogtei Landwehr im Amt Hausberge des Fürstentums Minden. Von 1807 bis 1813 gehörte der Ort zum Kanton Hausberge des napoleonischen Satellitenstaats Königreich Westphalen. 1816 kam Costedt zum neuen Kreis Minden und bildete bis 1972 eine Gemeinde im Amt Hausberge des Kreises. Bevor die Gemeinde bei der kommunalen Neugliederung am 1. Januar 1973 Teil der Stadt Porta Westfalica wurde, hatte sie eine Fläche von 5,82 km² sowie 626 Einwohner (31. Dezember 1972). Am 31. Dezember 2022 hatte Costedt 537 Einwohner.

## Politik
Costedt gehört mit Möllbergen, Holtrup und Vennebeck zum Bezirksausschuss VIII der Stadt Porta Westfalica. Vorsitzender ist Siegfried Linder.

## Sehenswürdigkeiten
Die Naherholungsanlage Großer Weserbogen und die Wasserflächen der Altteiche sind sehenswert.
Der Radfernweg Weserradweg führt durch den Stadtteil.